# Kollektivgesellschaft (Türkei)
Eine Kollektif Şirket ([Firma] Koll. Şti.) ist im türkischen Gesellschaftsrecht eine von zwei oder mehreren natürlichen Personen zur Führung eines Handelsgewerbes unter gemeinschaftlicher Firma gegründete Gesellschaft. Sie ist die einfachste Gesellschaftsform des türkischen Handelsgesetzbuchs und entspricht in etwa der schweizerischen Kollektivgesellschaft und der deutschen Offenen Handelsgesellschaft (OHG). Die Haftung ist unbeschränkt. Primär haftet das Vermögen der Gesellschaft. Ist dieses nicht ausreichend, so haften die Gesellschafter subsidiär und solidarisch mit ihrem gesamten Privatvermögen.
Die Kollektivgesellschaft ist personenorientiert (Personengesellschaft) und erlangt mit der erforderlichen Eintragung ins Handelsregister Rechtspersönlichkeit, die jedoch durch den Gesellschaftszweck beschränkt ist. Die ebenfalls erforderliche Bekanntmachung im Handelsregisterblatt hat lediglich deklaratorische Wirkung.

## Gründung
Eine Kollektivgesellschaft wird von mindestens zwei natürlichen Personen durch einen Gesellschaftsvertrag errichtet. Dieser Gesellschaftsvertrag bedarf der Schriftform, wobei die Unterschriften der Gesellschafter notariell beglaubigt werden müssen (Art. 212 tHGB). Der Mindestinhalt des Vertrages besteht aus den persönlichen Angaben der Gesellschafter sowie der Nennung der Rechtsform als Kollektivgesellschaft, der Firma und des Sitzes der Gesellschaft, des Gesellschaftszwecks, der Art und Höhe der Kapitaleinlagen und der vertretungsberechtigten Personen (Art. 213 tHGB). Die Gründung ist zwar nicht von einem Mindestkapital abhängig, ein ordnungsgemäßer Betrieb der Gesellschaft muss jedoch gewährleistet werden können. Kapitaleinlagen können in Form von Geld, Sachwerten oder sonstigen bestimmbaren Leistungen sowie Rechten, die einen wirtschaftlichen Wert aufweisen, erfolgen.
Im türkischen Wirtschaftsleben spielen die Kollektivgesellschaften eine geringe Rolle, da diese Rechtsform nur von wenigen kleinen und mittleren Unternehmen genutzt wird und keinen Haftungsmantel bietet.